# 廣州電視廣播

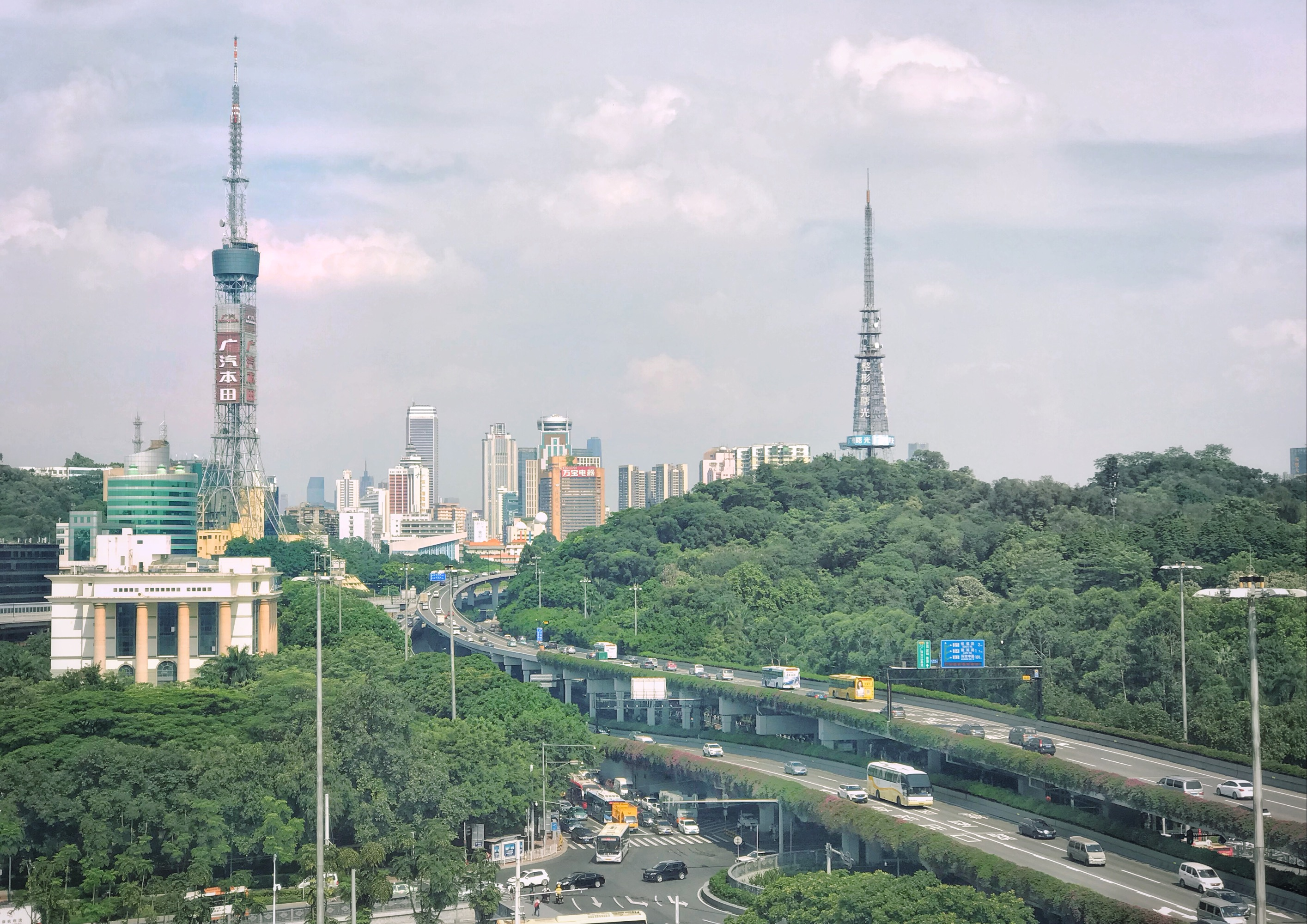
位于环市中路的广州电视塔和广东电视塔

廣州電視廣播是指廣州市範圍內的廣播電視服務，目前由廣東廣電網絡及廣州有線珠江數碼兩間公司提供。

## 免费电视
1990年代之前，廣州市內可以通過魚骨天線或者電視機天線，利用廣東電視台無線信號發射站接收模糊的中央1台、广东电视珠江台（现珠江频道）、廣州台以及来自香港的TVB翡翠台、亚洲电视（ATV）本港台。在1994年至2001曾可以接收广东经济电视台（又名广东商业电视台）。
目前在广州仍然可以使用无线信号通过数字电视接收以下频道：

### 廣州數字地面頻道發射頻率[1]
| 广东电视塔          | 广东电视塔        | 广东电视塔   | 花都区   | 花都区     | 花都区       | 从化区   | 从化区     | 从化区       |
| 發射頻道            | 頻率(兆赫)        | 頻道名稱     | 發射頻道 | 頻率(兆赫) | 頻道名稱     | 發射頻道 | 頻率(兆赫) | 頻道名稱     |
| ------------------- | ----------------- | ------------ | -------- | ---------- | ------------ | -------- | ---------- | ------------ |
| DS-13               | 474               | 广东新闻     | DS-33    | 674        | 广东体育     | DS-36    | 698        | CCTV-17      |
| DS-13               | 474               | 广东珠江     | DS-33    | 674        | 广东体育     | DS-36    | 698        | CCTV-9       |
| DS-13               | 474               | 廣東体育     | DS-33    | 674        | 广东体育     | DS-36    | 698        | CCTV-11      |
| DS-13               | 474               | 廣東經濟科教 | DS-33    | 674        | 广东珠江     | DS-36    | 698        | CGTN         |
| DS-13               | 474               | 大湾区卫视   | DS-33    | 674        | 广东珠江     | DS-7     | 179        | 广东体育     |
| DS-13               | 474               | 广州综合     | DS-33    | 674        | 广东珠江     | DS-7     | 179        | 广东珠江     |
| DS-17               | 506               | 广东体育HD   | DS-33    | 674        |              | DS-7     | 179        |              |
| DS-17               | 506               | 广东少儿HD   | DS-33    | 674        |              | DS-7     | 179        |              |
| DS-17               | 506               | 广东卫视HD   | DS-33    | 674        |              | DS-7     | 179        |              |
| DS-17               | 506               | 广东影视HD   | DS-33    | 674        |              | DS-7     | 179        |              |
| DS-23               | 546               | 广东体育HD   | DS-33    | 674        | 广东经济科教 | DS-7     | 179        | 广东经济科教 |
| DS-23               | 546               | 广东民生     | DS-33    | 674        | 广东经济科教 | DS-7     | 179        | 从化电视台   |
| DS-23               | 546               | 广东少儿     | DS-33    | 674        | 广东经济科教 | DS-7     | 179        | 广州综合     |
| DS-23               | 546               | 广东影视     | DS-33    | 674        | 花都电视台   | DS-18    | 514        | CCTV-1       |
| DS-28（含南村补点） | 634（已暂停播出） | CCTV-1HD     | DS-33    | 674        | 花都电视台   | DS-18    | 514        | CCTV-2       |
| DS-28（含南村补点） | 634（已暂停播出） | CCTV-3HD     | DS-33    | 674        | 花都电视台   | DS-18    | 514        | CCTV-4       |
| DS-28（含南村补点） | 634（已暂停播出） | CCTV-5HD     | DS-33    | 674        | 广州综合     | DS-18    | 514        | CCTV-10      |
| DS-28（含南村补点） | 634（已暂停播出） | CCTV-6HD     | DS-33    | 674        | 广州综合     | DS-18    | 514        | CCTV-12      |
| DS-28（含南村补点） | 634（已暂停播出） | CCTV-8       | DS-33    | 674        | 广州综合     | DS-18    | 514        | CCTV-13      |
| DS-28（含南村补点） | 634（已暂停播出） | 广东卫视     | DS-33    | 674        |              | DS-18    | 514        | CCTV-14      |
| DS-28（含南村补点） | 634（已暂停播出） | 广东移动     | DS-33    | 674        | CCTV-15      | DS-18    | 514        |              |
| DS-28（含南村补点） | 634（已暂停播出） | 大湾区卫视   | DS-33    | 674        |              | DS-18    | 514        |              |

### 廣州模擬地面頻道發射頻率（目前已停用）
| 發射頻道 | 頻率(兆赫) | 頻道名稱               |
| 2        | 57.75      | 广东卫视               |
| -------- | ---------- | ---------------------- |
| 8        | 184.25     | 中國中央電視台綜合頻道 |
| 16       | 495.25     | 中國中央電視台財經頻道 |
| 34       | 679.25     | 广州广播电视台综合频道 |

## 有线电视机构
广州市共有两间有线电视公司，廣東省廣播電視網絡股份有限公司（广东广电网络，总部于南方电视台）和广州珠江数码集团有限公司（广州有线，总部于广州市广播电视台），简称“省线”及“市线”，分別瓜分及垄断广州市各区的有线电视接入观众。
1990年後廣東開始建設有線電視網絡，在廣州率先實行有線電視，通過數百元的安裝費即可獲得比天線接收清晰的畫面，而且可以一線多機，並同時能收看香港兩台四频道。亦因為有線電視屬於半強制性（就是要看香港電視衹能報裝“省線”或“市線”），無線信號不佳等原因，大多數市民衹能選擇報裝有線電視。但是隨着用戶人數增加，觀眾發現香港兩台被插播廣告的情況愈來愈嚴重，節目質素嚴重下降，遭到市民強烈不滿。
1997年後，大量插播廣告雜誌（於電視劇最後一節，約15分鐘）及政府宣傳語的情況開始減少，改為商業廣告。但發生重大事件時，仍會採用長時間覆蓋廣告或切換全部新聞的方法。
廣州有線和廣東有線使用数字电视形式垄断播放信号传送节目，两公司在2007年起强迫所有市內用戶開始由類比電視的模擬信號逐步地轉向数字信号，其月租收费也相应提高，收费形式則由原先的“一戶一费”轉變為“一機（電視機）一费”，並且必須使用由當地两公司所提供的機頂盒。此举引起市民强烈不满，主要有控制多媒体资讯发放、垄断服务收费高昂、使用不便、传输画面质素不如意等方面。广州市各电视台的综合频道在晚上七点到九点的黄金时段主要以社会新闻、民生类节目为主，与国内其他电视台在该时段密集播放综艺、娱乐、连续剧等节目相比，予人“更具社会责任”的感觉。其中郑达、陈扬、彭维纳等主播因“敢言”风格而受到市民较高关注。不过由于媒体受到当局控制，整体都有存在官方舆论导向趋向，议题表述多时较难理想传达市民诉求。

## 本地電視
本地有線電視節目內容在1995年前发展相当缓慢，內容長期以政治宣傳為主，新聞形式與中央電視台相同。而娛樂節目則主要從港台外購节目为主。直到2000年本地电视台的議論開始放議論尺度，根据自己的优势进行发展，增加原创节目的比率，并且增加对本地民生问题的报道，逐渐的提高了收视率。近年廣州有線積極把自己的頻道與周邊城市電視對等落地，如深圳電視台、佛山電視台。

## 境外电视
广州是继深圳之后，普通市民可观看境外电视频道第二多的中国大陆城市。目前已进入两间有线电视公司网络的频道包括香港的两条免费电视频道：无线电视旗下的翡翠台和明珠台，卫星频道有凤凰卫视中文台、澳亚卫视和星空卫视。香港亚洲电视旗下的本港台和國際台（自2016年因未获续牌停播），以及华娱卫视（自2017年1月1日起停播）亦曾进入广州的有线电视网络。由于香港电视使用广州话，语言相通和富娱乐性，加上90年代本地电视频道少、信号差、播放时间短，所以香港四个免费电视频道在那时起就开始被市民以鱼骨架形天线广泛接收，并很快在珠江三角洲普及。本地电视台在80年代末开始大量购入香港剧集，更促进了香港电视在广州的普及程度。不过当时的中共中央领导认为香港电视是“反动宣传”，要求广东当局严厉打击和严惩私自收看人士，此情况直至时任中共广东省委第一书记任仲夷视察后才有所好转。六四事件发生后，当局又开始审查香港电视。四个频道在90年代被纳入有线电视网络，当局务求以清晰的视像令市民放弃自行接收未经过滤的原始讯号。如当局认为节目不当，讯号会被多种方式中断，包括播放预先录制的香港政府宣传片或改播相同电视台较早前录制的其他节目。另外，两间有线电视公司也会在这些境外频道插播廣告牟利，但由于频率过密和时间不当引起市民广泛不满，广州媒体曾多次跟进报道，但情况并无太大改善。

### 香港地面电视

#### 插播广告问题
广州市一直由“省线”及“市线”提供翡翠台（模擬版）转播服务，该二都喜欢在翡翠台及本港台插播自己的节目信息，而明珠台与国际台则会利用部分日间与深夜时段来播放广告。
在广州市，「省線」插播的本地廣告会比「市线」少，虽然省线有时可以看到翡翠台的原版廣告，但插播廣告的行為已涉及到翡翠台夜晚三節電視劇播出时的字幕部分和後片尾曲，預告部分也長期被廣告覆蓋，部分短片片段亦大部分被覆盖，插播广告超时情况亦经常存在。而「市線」插播廣告的行为更厉害，在黃金時段尤为明显，經常出现插播超时的情况。除了境外电视外，湖南卫视、江苏卫视、浙江卫视、东方卫视等省级卫视晚间部分广告时段也会被插播宣传广告。
2004年9月，无线电视和亚洲电视获广电总局给予广东省的落地权，无线的翡翠台、明珠台与亚视的本港台、国际台可合法地在广东9个城市共10个有线數字电视网络播出，亚视与无线开始与内地摊分插播广告收入。廣州有線、廣東有線與无线分別簽落地合約前，已經各自在廣告時段內插播廣告。在插播廣告時，嚴重影響了播放原有節目的質量。有時候，當原有的節目開始播出時，有線電視台仍未中斷插播廣告，如果還有廣告還未播出，有線電視台會播盡整節廣告，所以有可能出現原有的節目已播映幾分鐘，內地觀眾才能開始觀看情況。一些只有为长几分钟的节目，更因为这情况令观众难以理解。出現這個情況通常因為香港廣告時間較預期為短，或人為因素遲了插播自行製作廣告。
有数据显示，2001年广东省的广告市场约达35亿元人民币，其中香港电视节目的广告收益接近15亿元人民币。2002年，广东全省的电视广告总收入达到45亿港元，其中在亚洲电视和无线电视遭“插播”的广告收益各占6亿和9亿港元。但由于之前两间香港电视台一直没有得到“正式落地”，故根本无法向广东有线方面提出广告分账，造成严重损失。随后，亚洲电视和无线电视分别在2002年8月和2004年9月正式落地广东。落地广东后的无线，要求广东有线给予50%的分账，但广东有线只答应给予10%，但双方没有结论，分账问题搁置至今。
深夜时（约凌晨两时），省线和市线通常会开始停止于翡翠台和本港台商业广告时段中插播自己的广告，直至早上六时左右。可是，明珠台和国际台凌晨至下午播出的节目都大多被插播，当中包括未获落地的外国频道节目、台湾TVBS、东森电视和美国的新闻报道。这时段电视台以公益广告、风景画、或直销广告取代原有节目。
其他境外频道（包括凤凰卫视中文台、澳亚卫视、华娱卫视和星空卫视），节目片断被插播的情况则较上述提到的无线、亚视的电视频道为少。
2009年6月12日前，市线和省线都是使用两条独立的信号源。市线使用自行录制的2004年香港政府宣传片（包括陈慧琳为代言人的“职业英语运动”等等）屏蔽敏感片段，而省线使用较新的香港政府宣传片屏蔽敏感片段。由于有线电视审查境外电视只有大约20秒的判断时间，容易造成误判或漏判。2009年6月六四事件20周年期间某天，市线因漏屏蔽了约十秒的出自翡翠台六点半新闻报道的六四片段，導致部分編輯被停職或處罰，也因此失去了独立接收香港电视的权利。
國家廣電總局規定從2009年6月12日凌晨起，廣東省各有線電視公司轉播無綫和亞视四條頻道（現時為二條頻道）必須採用廣東省有線電視作為信號源，原廣州有線明珠台的丽音功能，因此措施而失去。自此后，市线会双层插播省线播出的商业广告和省线的宣传广告，如果市线原有的广告播完，省线还正在插播省线的广告或香港的广告时，便会插播市线自行制作的公益广告或自行录制的2004年香港政府宣传片。但屏蔽敏感片段的都是来自省线提供的2008年至2009年香港政府公益广告，市线通常不会双层插播。有觀眾反應市有線的香港電視顏色變差，這是有線電視先經省線再經市線轉播時信號損失所致，而且因为经过两层插播。为了覆盖省线广告，市线的广告时间因此更长，几乎所有节目（除了深夜播出的节目外）出现插播超时情况。
2019年1月1日凌晨2時起，廣東省有線及廣州市有線完全停止插播任何商業廣告，但部分時政報道、時政節目及宗教節目仍然會被插播。廣東省有線直到2019年12月逐漸恢復插播，而廣州市有線至今沒有任何動作。

## 收视份额
| 频道             | 收视份额（2014） | 收视份额（2015） |
| ---------------- | ---------------- | ---------------- |
| 珠江频道         | 9.1%             | 9.4%             |
| 翡翠台           | 7.2%             | 6%               |
| 广州综合频道     | 5.5%             | 7.6%             |
| 广东影视频道     | 5.4%             | 5.6%             |
| 广州影视频道     | 4.3%             | 4.7%             |
| 广州新闻频道     | 4.5%             | 4.5%             |
| 南方卫视         | 5.0%             | 4.5%             |
| 广东公共频道     | 3.7%             | 3.8%             |
| 央视综合频道     | 3.0%             | 2.9%             |
| 湖南卫视         | 3.0%             | 2.6%             |
| 广东经济科教频道 | 2.2%             | 2.4%             |
| 嘉佳卡通卫视     | 1.8%             | 1.9%             |
| 珠江电影频道     | 1.3%             | 1.7%             |
| 广东体育频道     | 2.2%             | 1.7%             |

数据来源：中国电视收视年鉴2016